# Млада-Гвардия
Млада-Гвардия (болг. Млада гвардия) — село в Болгарии. Находится в Варненской области, входит в общину Ветрино. Население составляет 374 человека.

## Политическая ситуация
В местном кметстве Млада-Гвардия, в состав которого входит Млада-Гвардия, должность кмета (старосты) исполняет Катя Николаева Тодорова (Болгарская социалистическая партия (БСП)) по результатам выборов правления кметства.
Кмет (мэр) общины Ветрино — Георги Димитров Андреев (Граждане за европейское развитие Болгарии (ГЕРБ)) по результатам выборов в правление общины.